# Ewa Janik (ur. 1947)
Ewa Janik (ur. 7 września 1947 w Bytomiu) – polska polityk, posłanka na Sejm IV kadencji.

## Życiorys
Ukończyła studia na Wydziale Prawa i Administracji Uniwersytetu Jagiellońskiego. Od 1968 do 1990 była członkiem Polskiej Zjednoczonej Partii Robotniczej (m.in. pełniła funkcję sekretarza Komitetu Zakładowego PZPR w GPBP), w 2000 przystąpiła do Sojuszu Lewicy Demokratycznej. Od 1965 do 1969 należała do Zrzeszenia Studentów Polskich, od 1969 do 1977 była członkiem Związku Młodzieży Socjalistycznej.
W latach 1970–1986 pracowała jako kierownik działu w Gliwickim Przedsiębiorstwie Budownictwa Przemysłowego. Ukończyła aplikację sędziowską, w 1985 zdała egzamin radcowski. Od 1993 prowadzi własną kancelarię radcy prawnego.
Sprawowała mandat posła na Sejm IV kadencji z okręgu gliwickiego, wybranego z ramienia Sojuszu Lewicy Demokratycznej. W 2005 nie ubiegała się o reelekcję.